# 狄阿娜喷泉

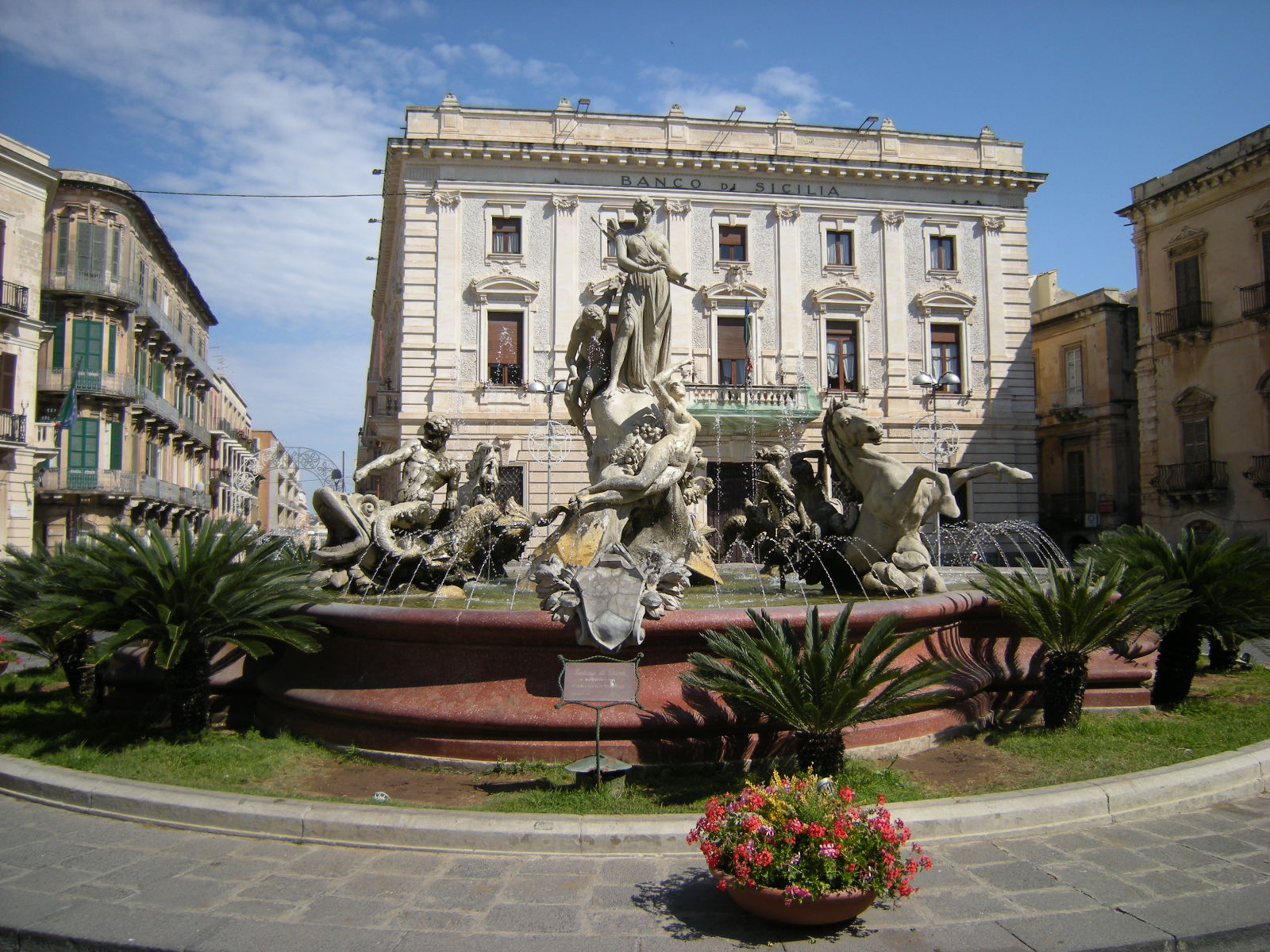

狄阿娜喷泉（義大利語：Fontana di Diana）是意大利锡拉库萨的一个大型喷泉，建于1907年，由朱利奥·莫斯切蒂和马利奥·莫斯切蒂父子合作完成，位于阿基米德广场（義大利語：Piazza Archimede）。
1878年阿基米德广场建成后，锡拉库萨市政府计划修建一座喷泉。根据1906年2月1日的决议，市议会在提交预备草案后委托进行这项工作。选择委托雕塑家朱利奥·莫斯切蒂完成这件作品，是因为他在卡塔尼亚建造的普洛塞庇娜喷泉相当成功。工程在1906年至1907年间的10个月内完成，造价为19000里拉。
喷泉突出了狩猎女神狄阿娜的雕像，她带着弓和狗，是希腊时期奥提伽的保护者。在她的脚下，阿瑞图萨伸展着身体，转化为喷泉的过程正在进行。阿尔甫斯对他心爱的人身上发生的事情感到惊讶。水池内，有四个特里同骑着两个海马和两条鱼在海浪上翱翔。
喷泉是用钢筋混凝土建造的，这既是因为成本较低，也是因为这种施工技术允许的广泛的多功能性。

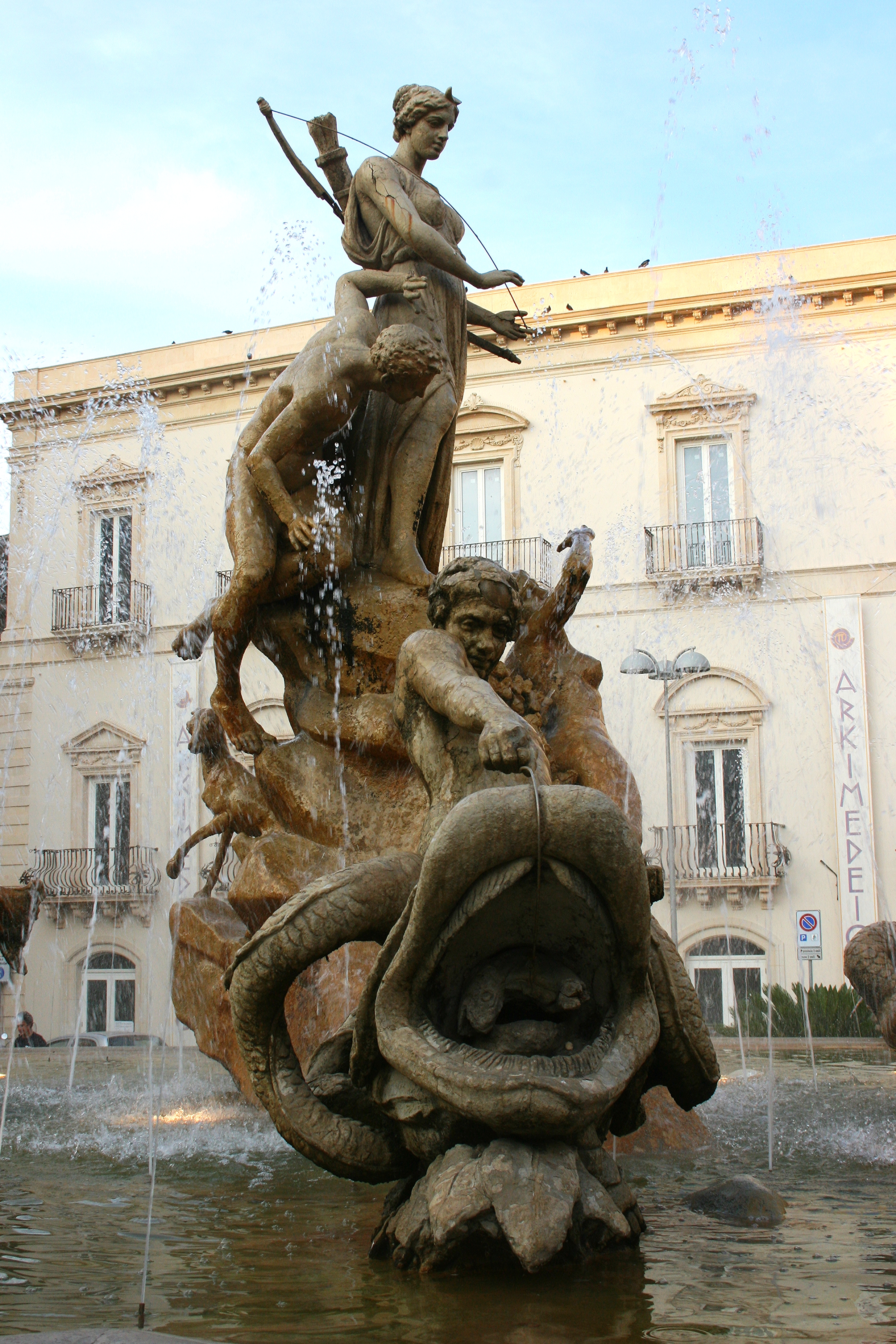
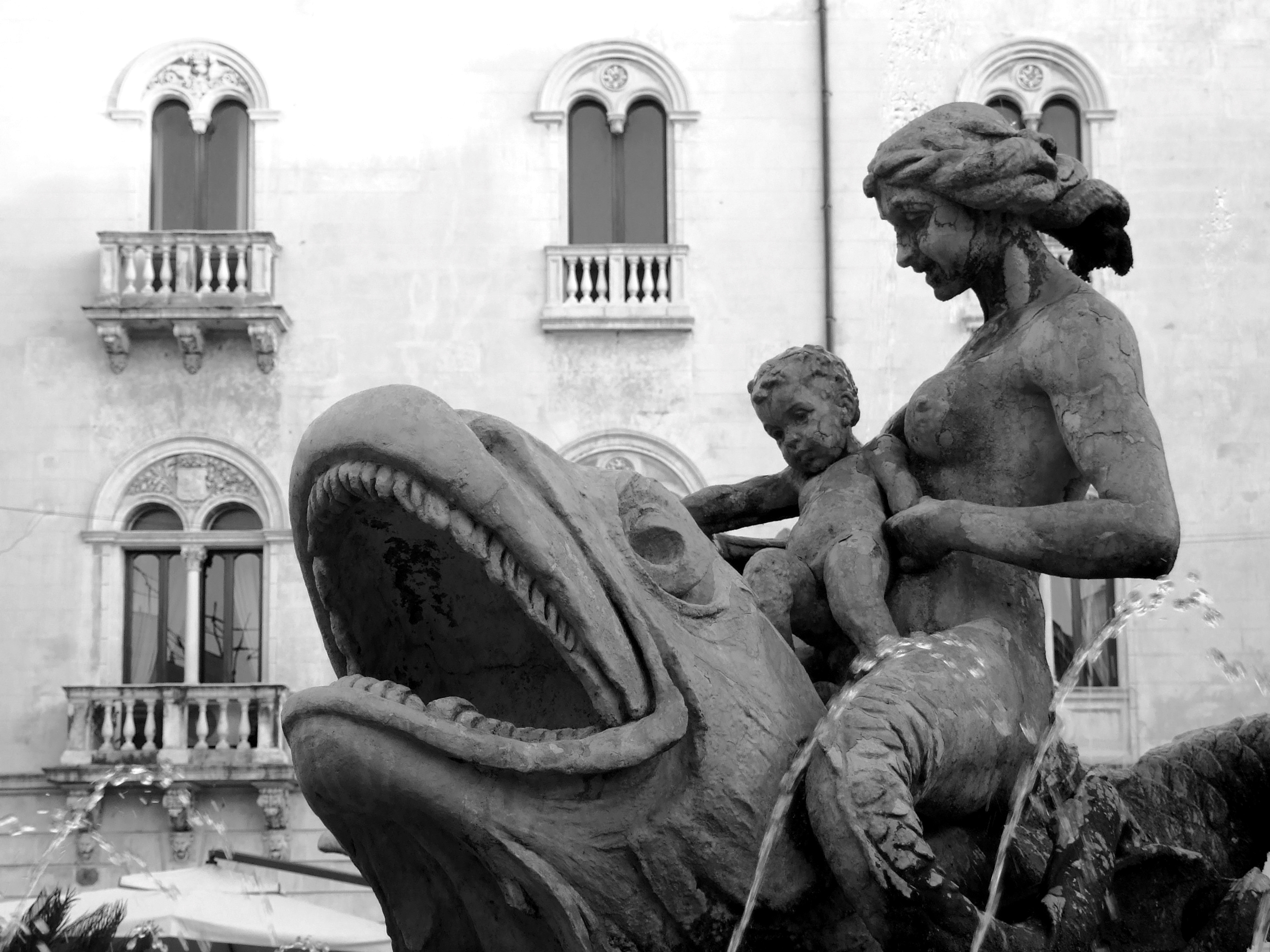
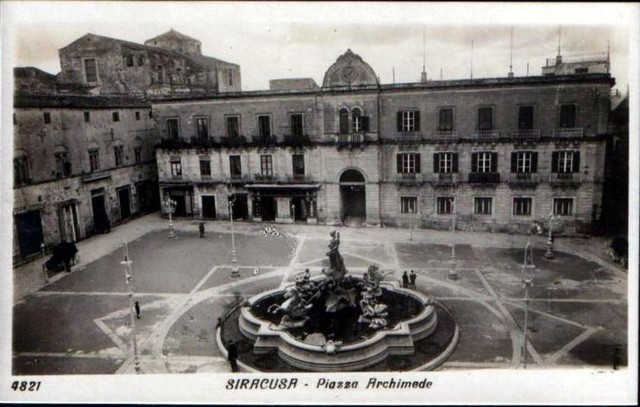